# (72562) 2001 EM7
(72562) 2001 EM7 – planetoida z pasa głównego asteroid okrążająca Słońce w ciągu 4,3 lat w średniej odległości 2,64 j.a. Odkryta 2 marca 2001 roku.